# Elachyophtalma quadrimaculata
Elachyophtalma quadrimaculata is een vlinder uit de familie van de echte spinners (Bombycidae). De wetenschappelijke naam van de soort is voor het eerst geldig gepubliceerd in 1924 door van Eecke.